# Bacillidae
Famille
Les Bacillidae forment une famille d'insectes phasmoptères de l'infra-ordre des Areolatae, de la super-famille des Bacilloidea, caractérisés par un thorax dont le dernier tergite n'est pas soudé avec le premier segment abdominal.

## Liste des sous-familles
- Antongiliinae
- Bacillinae
- Macyniinae

## Genres rencontrés en Europe
Selon Fauna Europaea (2 décembre 2021) :
- Bacillus - dont Bacillus rossius, le phasme de Rossi
- Clonopsis - dont Clonopsis gallica, le phasme gaulois